# Matija Slavič
Matija Slavič, slovenski teolog (biblicist), duhovnik, prevajalec in pedagog, * 27. januar 1877, Bučečovci, † 25. oktober 1958, Ljubljana.
Slavič je do sedaj edini rektor Univerze v Ljubljani, ki je opravljal to dolžnost dva ločena mandata (1932/33 in 1939-1941).

## Življenjepis
Oče je bil Matjaž (Matija) Slavič st., mati je bila Ana Hrovat. Študij teologije je opravil v Mariboru in na Dunaju. Svoje znanstveno delo je posvetil biblicistiki; tako je bil prvi, ki je prevajal Sveto pismo neposredno iz hebrejščine. V Narodnem svetu za Štajersko v Mariboru je bil referent za Prekmurje. Kot izvedenec se je leta 1919 udeležil tudi mirovne konference v Parizu, kjer je z dvema znanstvenima razpravama utemeljil zahtevo po priključitvi Slovenske krajine (Prekmurje in Porabje) k matični domovini.
Sprva je bil izredni, nato pa redni profesor, prodekan in dekan Teološke fakultete.